# Вашингтон-парк (Портленд)
Парк Вашингтон (англ. Washington Park) — парк в Портленде (США). Частью парка являются Орегонский зоопарк, дендрарий Хойт, Международный опытный розарий и Портлендский японский сад. На территории парка расположены площадки для разных видов спорта, детские игровые площадки, места для устройства пикников, памятники и статуи. По территории парка проходит узкоколейная Железная дорога парка Вашингтон и зоопарка.
Площадь парка (без учёта зоопарка и дендрария) — 160 акров. Площадь зоопарка — 64 акра, дендрария — 187.

## История
Парк был основан в 1871 году, когда городской совет Портленда купил земельный участок в 40,78 акров. Первоначально парк назывался просто «Городской парк» (City Park), а в 1909 он приобрёл своё нынешнее название. В 1922 году парк был увеличен до своих нынешних размеров.

## Части и достопримечательности парка
- Орегонский зоопарк (англ. Oregon zoo). Коллекцию зоопарка составляют две тысячи двести животных, относящихся к двумстам шестидесяти разным видам[2].

- Международный опытный розарий (англ.  International Rose Test Garden). Здесь находится примерно девять с половиной тысяч розовых кустов, относящихся к пятистам разным группам. Розарий был основан на нынешнем месте в 1917 году[3].

- Портлендский японский сад (англ. Portland Japanese Garden) — частный традиционный японский сад[4].

- Мировой лесной центр (англ. World Forestry Center) — некоммерческое образовательное учреждение, ставящее своей задачей информирование широкой публики о лесах всего мира и их значении для окружающей среды. В парке Вашингтон расположен музей мирового лесного центра[5].

- Дендрарий Хойт (англ. Hoyt Arboterum) — дендрарий, коллекция которого составляет более восьми тысяч растений (деревьев и кустарников), принадлежащих к более чем тысячи различным видам[6].

- Портлендский детский музей (англ. Portland Children's Museum).

- Железная дорога парка Вашингтон и зоопарка (англ. Washington Park and Zoo Railway) — узкоколейная парковая рекреационная железная дорога.

- Памятники и статуи. В парке расположено два больших мемориала: Орегонский мемориал ветеранов Вьетнама (англ. Oregon Vietnam Veterans Memorial) и Орегонский мемориал жертвам Холокоста (англ. Oregon Holocaust Memorial), а также несколько памятников и статуй, в частности памятник Льюису и Кларку, статуя «Прибытие белого человека» (англ. Coming of the White Man), памятник Сакагавее и несколько декоративных фонтанов.

## Транспортная доступность
Рядом с одним из входов в парк расположена станция Washington Park портлендской системы скоростного трамвая Metropolitan Area Express.